# Gilles Villeneuve
Joseph Gilles Henri Villeneuve (Saint-Jean-sur-Richelieu, 18 januari 1950 – Leuven, 8 mei 1982) was een Canadees Formule 1-coureur.
Hij startte zijn carrière in de F1 als derde coureur bij het McLaren team in 1977, waar hij slechts één race voor reed. Later dat jaar werd hij door Ferrari in huis gehaald om voor de laatste twee races het stuur over te nemen van Niki Lauda, die dat jaar wereldkampioen werd in de F1.
Zijn eerste overwinning behaalde hij in 1978 tijdens de Canadese Grand Prix die in Montreal gehouden werd.
Villeneuve stond bekend om zijn alles-of-niets-rijstijl. Er zijn verschillende momenten gedurende zijn korte carrière waar hij echt voor spektakel zorgde, zoals op Zandvoort in 1979. Aan de leiding van de wedstrijd liggend, kreeg Villeneuve op het rechte stuk een klapband linksachter, waardoor hij in de Tarzanbocht van het circuit afgleed. In plaats van op te geven, reed hij het circuit weer op en probeerde de pits te bereiken. Omdat hij die net voorbij was, moest hij bijna een volle ronde op zijn lekke band rijden. Dat deed hij zo hard als hij kon met als gevolg, dat eerst de band en vervolgens de wielophanging linksachter desintegreerde, een vonkenregen achter zich aan trekkend. Hij bereikte de pits, maar de auto was niet meer te repareren. Memorabel is ook het heroïsche gevecht met René Arnoux om de tweede plaats op Dijon in datzelfde jaar. Voortdurend haalden de twee kemphanen elkaar in, raakten elkaars wielen en vlogen over het gras. In Watkins Glen International slaagde Villeneuve erin, tijdens de eerste kwalificatie op een volledig nat wegdek, een ronde 11 seconden sneller af te leggen dan welke coureur dan ook.
Tijdens de Grand Prix van San Marino op Imola in 1982 ging Villeneuve ervan uit dat hij de wedstrijd in handen had, maar zijn teamgenoot Didier Pironi ging, tegen teamorders in, er echter totaal onverwacht met de overwinning vandoor. Villeneuve voelde zich bestolen en praatte na dit incident in de korte tijd die hij nog leefde nooit meer met zijn teamgenoot Pironi.
Villeneuve won in zijn korte carrière zes races. Hij verongelukte op 8 mei 1982 op Circuit Zolder tijdens zijn laatste kwalificatieronde voor de Grand Prix van België. Jochen Mass reed een langzame ronde en week uit voor de aanstormende Villeneuve, maar met het linker voorwiel reed Villeneuve in op Mass. Villeneuve werd gelanceerd en uit zijn bolide geslingerd. Hij belandde in de hekken, waar het medisch team hem nog wel reanimeerde, maar Villeneuve overleed later die avond in het ziekenhuis van Leuven.
Het circuit Ile de Notre Dame in Montreal, waarop hij in 1978 de eerste overwinning in de Formule 1 behaalde, werd na zijn dood omgedoopt in Circuit Gilles Villeneuve.
In 2002 werd de herinnering aan Gilles Villeneuve nieuw leven ingeblazen door de onthulling van een nieuwe gedenkplaat en een kunstwerk. Eerder al kreeg de bocht waar het fatale ongeval plaatsvond de naam van de betreurde Canadees, samen met een gedenkplaat in betreffende bocht. Een deel van de oude gedenkplaat is te bewonderen in het Gilles Villeneuve museum in Berthierville (Canada). 
Gilles was ook een fervent helikopterfanaat. Vlak voor zijn dood had hij nog een Agusta A109 gekocht, de toenmalige top in civiele helikopters.
Hij is de vader van Jacques Villeneuve, de wereldkampioen Formule 1 van 1997. Naast een zoon heeft Gilles ook een dochter, Melanie.

## Formule 1 resultaten
| Seizoen | Team             | Chassis       | Races | Over- winningen | Pole Positions | Podiums | Punten  | Rang |
| ------- | ---------------- | ------------- | ----- | --------------- | -------------- | ------- | ------- | ---- |
| 1977    | McLaren          | McLaren M23   | 1     | 0               | 0              | 0       | 0       | -    |
| 1977    | Scuderia Ferrari | Ferrari 312T2 | 2     | 0               | 0              | 0       | 0       | -    |
| 1978    | Scuderia Ferrari | Ferrari 312T3 | 16    | 1               | 0              | 2       | 17      | 9    |
| 1979    | Scuderia Ferrari | Ferrari 312T4 | 15    | 3               | 1              | 7       | 47 (53) | 2    |
| 1980    | Scuderia Ferrari | Ferrari 312T5 | 14    | 0               | 0              | 0       | 6       | 12   |
| 1981    | Scuderia Ferrari | Ferrari 126CK | 15    | 2               | 1              | 3       | 25      | 7    |
| 1982    | Scuderia Ferrari | Ferrari 126C2 | 4     | 0               | 0              | 1       | 6       | 15   |

### Overwinningen
| Nr. | Grand Prix                                | Team    |
| --- | ----------------------------------------- | ------- |
| 1   | Grand Prix van Canada 1978                | Ferrari |
| 2   | Grand Prix van Zuid-Afrika 1979           | Ferrari |
| 3   | Grand Prix van Verenigde Staten West 1979 | Ferrari |
| 4   | Grand Prix van de Verenigde Staten 1979   | Ferrari |
| 5   | Grand Prix van Monaco 1981                | Ferrari |
| 6   | Grand Prix van Spanje 1981                | Ferrari |